# Сечин, Игорь Иванович
И́горь Ива́нович Се́чин (род. 7 сентября 1960, Ленинград, РСФСР, СССР) — российский государственный деятель и топ-менеджер, главный исполнительный директор (президент) нефтегазовой компании ПАО «НК „Роснефть“» (с мая 2012 года), председатель совета директоров компании «Роснефть» (2004—2011). Ранее заместитель руководителя администрации президента России (1999—2008, в 2004—2008 годах также помощник президента), заместитель председателя правительства Российской Федерации (2008—2012).
Председатель совета директоров госкомпании «Роснефтегаз», владеющей контрольным пакетом акций компании «Роснефть».
В 2018 году стоимость пакета акций компании «Роснефть», принадлежащего Сечину (0,1273 %), составила 95,4 млн долларов, что позволило ему занять седьмую позицию в рейтинге директоров-капиталистов, опубликованном журналом Forbes в ноябре 2018 года. По данным издания, в августе 2018 года «Роснефть» стала крупнейшей компанией в России по капитализации. В августе 2021 года Игорь Сечин увеличил свою долю в «Роснефти» до 0,1288 %.
Считается одним из самых влиятельных людей в России и одним из самых близких к президенту страны Владимиру Путину. Сечина называют вдохновителем преследования владельцев нефтяной компании «ЮКОС», основные активы которой впоследствии перешли к «Роснефти».
По образованию филолог-романист. Кандидат экономических наук.
С 2014 года находится под международными санкциями, которые были расширены в 2022 году и стали санкциями 27 стран ЕС, Великобритании, США, Канады, Швейцарии, Австралии, Японии, Украины, Новой Зеландии.

## Ранние годы

### Детство и юность
Игорь и его сестра Ирина родились в Ленинграде 7 сентября 1960 года. Их отец и мать работали на металлургическом заводе. Родители развелись, когда дети ещё были школьниками.
В 1977 году Игорь Сечин окончил среднюю общеобразовательную школу № 133 с углублённым изучением французского языка и поступил на филологический факультет Ленинградского государственного университета им. А. А. Жданова. Учился в португальской группе.
Должен был окончить университет в 1982 году, но на пятом курсе его командировали переводчиком в Мозамбик, бывшую португальскую колонию, где после обретения независимости шла гражданская война. В создании национальных вооружённых сил Мозамбика участвовали советские военные советники и специалисты, которые разрабатывали организационно-штатные структуры, организовывали службу войск, боевую подготовку, материально-техническое обеспечение. Вооружение и боевая техника поступали из СССР.
Вернувшись в Ленинград из Африки через два года, Сечин в 1984 году завершил учёбу, получив специальность «филолог-романист, преподаватель португальского и французского языков».

## Военная служба
С 1984 года проходил срочную службу в советской армии. Несколько месяцев провёл в Туркменской ССР, где действовал международный центр по подготовке специалистов ПВО; там учились военные из африканских стран, в том числе из Анголы и Мозамбика.
В январе 1985 года из Туркменистана был переброшен в Анголу — ещё одну бывшую португальскую колонию, где в тот период также шла гражданская война. В Анголе работал старшим переводчиком в группе советников Военно-морского флота в Луанде, потом на южном фронте, в группе зенитно-ракетных войск в провинции Намибе. В общей сложности в «горячих точках» Африки с риском для жизни провёл около четырёх лет.

## Начало карьеры
По возвращении из Африки в 1986 году начал работать в специализированном внешнеторговом объединении «Техноэкспорт» Государственного комитета по внешним экономическим связям Совета министров СССР (через «Техноэкспорт» осуществлялась поставка в социалистические и развивающиеся страны промышленного и иного оборудования для предприятий и других объектов, сооружавшихся СССР).
Некоторое время работал в иностранном отделе Ленинградского университета, отвечавшем за выезд советских студентов и преподавателей на стажировку за границу.

### В органах власти Санкт-Петербурга

#### Ленсовет
В 1988 году Сечин перешёл в исполком Ленсовета, в отдел породнённых городов, где срочно потребовался человек, владеющий португальским языком, для работы с одним из городов — побратимов Ленинграда — Рио-де-Жанейро. Занимал должности ведущего инструктора, специалиста 1-й категории управления внешнеэкономических связей исполкома Ленсовета.
С Владимиром Путиным Сечин познакомился, по одним данным, в конце 1980-х годов в ЛГУ, где Сечин работал в иностранном отделе университета, а Путин — помощником проректора по международным связям. По другим — в 1990 году в ходе визита в Бразилию, когда Путин был помощником председателя Ленсовета Анатолия Собчака. Сечин в то время продолжал трудиться в отделе породнённых городов и вёл несколько направлений: Рио-де-Жанейро, Барселона, а позднее — Милан. Сам Сечин утверждал, что «служит под руководством Путина» с 1989 года.

#### В мэрии Санкт-Петербурга (июнь 1991 — июнь 1996)
12 июня 1991 года Собчак был избран мэром Санкт-Петербурга на выборах, проходивших одновременно с выборами президента России. После избрания Собчак назначил Путина председателем комитета мэрии по внешним связям и своим заместителем. Путин взял Сечина к себе в аппарат, где тот работал с 1991 по 1996 год на различных должностях (главного специалиста, помощника руководителя, начальника аппарата заместителя мэра, начальника аппарата первого заместителя мэра — председателя комитета по внешним связям мэрии Санкт-Петербурга).
После поражения Собчака на губернаторских выборах 3 июля 1996 года Путин подал в отставку и Сечин последовал за ним.

#### В Управлении делами президента

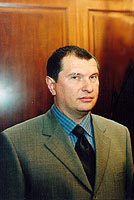
Игорь Сечин в Кремле

В августе 1996 года Путин был приглашён в Москву на должность заместителя управляющего делами президента Российской Федерации Павла Бородина. В Москву, на новое место службы, Путин пригласил и Сечина.
В 1996—1997 годах Сечин работал специалистом 1-й категории, заместителем начальника отдела по работе с собственностью за рубежом Управления внешних экономических связей Управления делами президента России. По данным СМИ, в этот период Путин совместно с Сечиным по поручению Бородина составил реестр и провели оценку стоимости российской недвижимости за границей.
Весной 1997 года Сечин, после назначения Путина на должность заместителя главы администрации президента — начальника Главного контрольного управления (ГКУ), — возглавил общий отдел ГКУ Администрации Президента России.
В 1998 году Сечин защитил в Санкт-Петербургском горном институте диссертацию на соискание учёной степени кандидата экономических наук на тему «Экономическая оценка инвестиционных проектов транзита нефти и нефтепродуктов». В том же году в издательстве института была опубликована книга Сечина «Проблемы развития экспорта нефти и нефтепродуктов из Российской Федерации и формирования региональных проектов их транзита».

#### В Администрации президента
В 1998 году Сечин возглавлял аппарат Владимира Путина, занимавшего пост первого заместителя руководителя Администрации президента России. По данным СМИ, после перехода Путина в ФСБ в июле 1998 года Сечин был его консультантом.
С августа 1999 года — руководитель секретариата Путина (сначала как первого заместителя председателя правительства России, а затем — как главы правительства).
24 ноября 1999 года Сечин был назначен первым заместителем главы аппарата правительства Дмитрия Козака.

### Заместитель руководителя Администрации президента

#### Переходная администрация (1999—2000)
31 декабря 1999 года в связи с досрочным уходом президента России Бориса Ельцина в отставку исполняющим обязанности президента был назначен Владимир Путин. В тот же день он определил состав своей администрации. Сечин был назначен заместителем руководителя президентской администрации.

#### Администрация президента России (2000—2004)
26 марта 2000 года Владимир Путин одержал победу на президентских выборах, а 7 мая вступил в должность. 4 июня 2000 года, в ходе кадровых назначений в президентской администрации, Сечин сохранил свою прежнюю должность.
В обязанности Сечина входила организация рабочих встреч президента Путина и составление их графика; каждое утро он встречал главу государства у лифта.
В этот период Сечин проявил себя как сильный и влиятельный аппаратчик, приобрёл серьёзный авторитет в ФСБ и среди ветеранов спецслужб, смог пролоббировать ряд неожиданных кадровых назначений. Вокруг Сечина концентрировалась неформальная группировка силовиков, чиновников и бизнесменов, знавших Путина ещё по его работе в Ленинграде. Именно люди из ближнего круга президента — Игорь Сечин и ещё один заместитель руководителя президентской администрации Виктор Иванов — стали организаторами преследования совладельцев компании ЮКОС и способствовали отставке премьер-министра Михаила Касьянова.
СМИ сообщали, что именно Сечин представил Путину опубликованный в мае 2003 года доклад Совета по национальной стратегии «В России готовится олигархический переворот», ставший ударом по главе нефтяной компании ЮКОС Михаилу Ходорковскому. Высказывалось мнение, что подготовка этого доклада была инициирована «силовиками» — группировкой Сечина-Устинова.
В конце октября 2003 года глава президентской администрации Александр Волошин, поддерживавший Михаила Ходорковского, подал в отставку. Новым руководителем президентской администрации стал Дмитрий Медведев.
По данным прессы, в 2003 году при непосредственном участии Сечина были сорваны попытки вынести на рассмотрение правительства вопрос о реформе компании «Газпром», курировавшейся Дмитрием Медведевым.
В феврале 2004 года Сечин был рекомендован в состав совета директоров нефтяной компании «Роснефть» — на тот период шестой по объёму добычи нефти компании России (председателем совета директоров был Игорь Юсуфов).

#### Администрация президента России (2004—2008)
25 марта 2004 года в ходе реформирования структуры президентской администрации после избрания Путина на второй президентский срок Сечин был назначен помощником президента — заместителем руководителя администрации президента РФ. Он осуществлял общее руководство деятельностью канцелярии президента, управления информационного и документационного обеспечения президента, управления президента по работе с обращениями граждан, представлял на подпись Путину проекты указов, распоряжений и поручений президента, а также организовал обнародование федеральных законов, выпуск указов и распоряжений президента, а также иных документов, подписанных президентом. Сечин также координировал деятельность по защите государственной тайны, принимал решения по кадровым вопросам.
25 июня Сечин был избран в новый совет директоров государственной нефтяной компании «Роснефть», а через месяц, 27 июля, был избран председателем совета директоров компании. Деловое сообщество и аналитики расценили это назначение Игоря Сечина, считавшегося одним из руководителей «партии войны», ставящей своей целью уничтожение компании «ЮКОС», как свидетельство того, что он решил лично вмешаться в борьбу за раздел активов «ЮКОСа», а в дальнейшем на базе «Роснефти» будет создана крупнейшая государственная топливно-энергетическая компания, призванная восстановить государственный контроль над этим стратегическим сектором экономики.
В 2004 году на первом аукционе по продаже активов «ЮКОСа» 76,79 % акций компании «Юганскнефтегаз», крупнейшей нефтедобывающей дочерней компании «ЮКОСа», достались малоизвестной компании «Байкалфинансгруп». Через некоторое время 100 % долю в «Байкалфинансгруп» купила «Роснефть». В результате конкурсной распродажи активов «ЮКОСа», состоявшейся в марте — августе 2007 года, бывшие активы «ЮКОСа» обеспечили 72,6 % добычи нефти и газового конденсата и 74,2 % первичной переработки углеводородов «Роснефти».
В конце 2004 года Сечин активно противодействовал попытке поглощения «Роснефти» компанией «Газпром» — проекту создания «Газпромнефти», который продвигал глава «Газпрома» Алексей Миллер.

### В топливно-энергетическом комплексе

#### В правительстве России

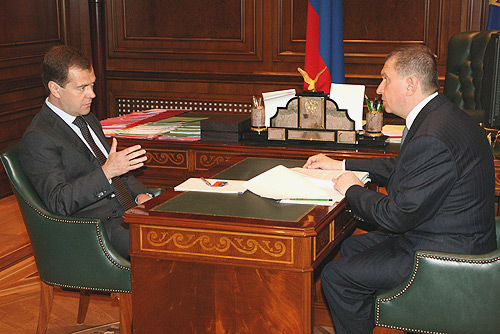
Дмитрий Медведев и Игорь Сечин

С 12 мая 2008 года — заместитель председателя правительства Российской Федерации В. В. Путина, курировал вопросы ТЭК. В 2008—2011 годах — председатель Совета директоров ОАО «ИНТЕР РАО ЕЭС». В 2008 и 2009 году, занимая пост вице-премьера, дважды принимал участие во встречах стран ОПЕК. Несмотря на падение мировых цен на нефть из-за финансового кризиса, Сечин от лица государства наотрез отказался сократить добычу нефти в России.

#### Президент «Роснефти»
23 мая 2012 года, вскоре после вступления Путина в должность президента РФ на третий срок, Сечин был назначен президентом компании «Роснефть», а прежний президент Эдуард Худайнатов получил пост вице-президента.
Размер годовой зарплаты Сечина на посту главы нефтяной компании журнал Forbes в ноябре 2012 года оценил в 25 млн долларов.
В июне 2012 года Сечин стал ответственным секретарём и фактическим руководителем Комиссии при президенте РФ по вопросам стратегии развития топливно-энергетического комплекса и экологической безопасности.
Анализируя новую роль Сечина и задачи, которые поставил перед ним президент Путин, нефтяные аналитики и западная пресса указывали, что назначение Сечина в «Роснефть» — признак того, что российские власти намерены частично национализировать нефтяной сектор. Указывалось, что Сечин, стоящий одной ногой в мире спецслужб, а другой — в бизнесе, рассматривается Путиным как самый подходящий человек для крупной реорганизации нефтяной промышленности. В этой связи отмечалось, что «Роснефть» заинтересована в покупке 50-процентной доли BP в ТНК-BP, третьей по объёмам добычи в России. Данное приобретение, по мнению экспертов, должно было поднять «Роснефть» на недосягаемую для конкурентов высоту в российском энергетическом бизнесе. Эта консолидация должна была помочь Путину и Сечину укрепить контроль над топливно-энергетическими активами РФ.
18 сентября 2012 года у Путина состоялось совещание с Сечиным и руководством британской компании BP. Обсуждались вопросы, связанные с продолжением и расширением присутствия ВР в России. На международном форуме в Сочи Сечин сообщил, что «Роснефть» планирует приобрести долю BP в ТНК-BP. Для финансирования этой сделки, по расчётам аналитиков, «Роснефти» должно было понадобиться около 15 млрд долл..
27 сентября 2012 года в Венесуэле в присутствии президента Уго Чавеса Сечин подписал договор с дочерней структурой венесуэльской нефтегазовой компании PDVSA — Corporación Venezolana del Petroleo — о создании консорциума для добычи нефти в бассейне реки Ориноко. Было объявлено, что «Роснефти» будет принадлежать 40 % акций совместного предприятия, что даст ей доступ к ресурсной базе, составляющей 6,5 млрд тонн нефти, а в обмен «Роснефть» предоставит партнёру заём в размере 1,5 млрд долл., и ещё миллиард будет выплачен в качестве бонуса.
22 октября 2012 года Сечин доложил Путину о том, что «Роснефть» выкупает 100 % акций ТНК-BP у консорциума AAR и британской нефтяной компании BP. Общая сумма сделки составила 61 млрд долл.. Общий синергетический эффект от покупки ТНК-BP Сечин оценил в 3-5 млрд долл.. После объединения, пояснил Сечин, компания сможет добывать 200 млн т нефти в год, что составляет около 40 % от всей нефтедобычи в России, и 5 % от мировой нефтедобычи. Компания становится лидером в мире по доказанным запасам углеводородов.
30 ноября 2012 года Сечин вновь вошёл в состав совета директоров «Роснефти», из которого выбыл в июне 2011 года в связи с указанием президента РФ о выходе чиновников из советов директоров госкомпаний.
22 января 2013 года на встрече с Путиным Сечин сообщил, что предприятиями «Роснефти» в 2012 году добыто 125,8 млн т нефти, капитализация компании достигла 92 млрд долл.
7 марта 2013 года Сечин презентовал компанию «Роснефть» на встрече лидеров глобального топливно-энергетического комплекса в Хьюстоне (США). Оттуда направился в Каракас для участия в церемонии прощания с умершим президентом Венесуэлы Уго Чавесом.
21 марта 2013 года в Лондоне объявил о завершении сделки по приобретению у британской BP и российского консорциума AAR компании ТНК-BP. Эксперты охарактеризовали проведённую Сечиным многоэтапную сделку как «блестящую» и «одну из лучших в истории российского нефтяного сектора». Сечин возглавил комитет по интеграции ТНК-BP.
В апреле 2013 года Сечин оказался единственным россиянином, кто вошёл в список 100 самых влиятельных людей мира в номинации «Титаны» — по версии журнала Time.
В июле 2013 года Сечин стал мишенью скандального видеоклипа феминистской группы Pussy Riot; в ролике артистки в балаклавах, забравшись при безучастном отношении охраны на крышу фирменной АЗС, изображают захват нефтяных объектов России, поливают портрет главы компании чёрной субстанцией, напоминающей нефть.

## Доходы и состояние
В 2013 году Игорь Сечин возглавил рейтинг самых дорогих высших управленцев России по версии журнала Forbes. За первый год работы в бизнесе, утверждал журнал, Сечин получил доход в 50 млн долларов. 1 августа 2014 года Савёловский суд Москвы по иску Сечина о защите чести, достоинства и деловой репутации признал информацию о доходах Сечина не соответствующей действительности и обязал журнал опровергнуть её, а также ряд других недостоверных утверждений о деятельности Сечина, — в частности, о том, что он манипулировал рынком и своими публичными заявлениями оказывал влияние на котировки ТНК—ВР. 26 августа 2014 года аналогичный иск Сечин выиграл и у газеты «Ведомости».
Опубликовать информацию о размере своих доходов для всеобщего сведения Сечин отказался, ссылаясь на то, что «Роснефть» не является государственной компанией, чьи руководители, согласно указу президента РФ, обязаны обнародовать декларации.
К 29 августа 2013 года Сечин довёл свою долю в акционерном капитале компании до 0,0849 %, приобретя акций почти на 2 млрд рублей, в том числе и за счёт банковского кредита. Мотивируя увеличение своей доли, Сечин пояснил, что акции «Роснефти» недооценены, а инвестирование средств в развитие своей компании считает положительной тенденцией для руководства. В марте 2014 года увеличил свою долю до 0,1273 %, потратив на приобретение акций более 1 млрд рублей.
В 2014 году доходы Сечина, по данным Forbes, составили 17,5 млн долларов, он оказался третьим в рейтинге самых высокооплачиваемых руководителей российских компаний.
23 апреля 2015 года совет директоров компании утвердил «Стандарт о выплатах и компенсациях топ-менеджменту», согласно которому месячный должностной оклад президента «Роснефти» устанавливается в пределах 15-20 млн рублей (180—240 млн рублей в год, без учёта премий). Вице-президент компании Михаил Леонтьев тогда заявил, что оклад первого лица «гораздо ближе к нижней границе».

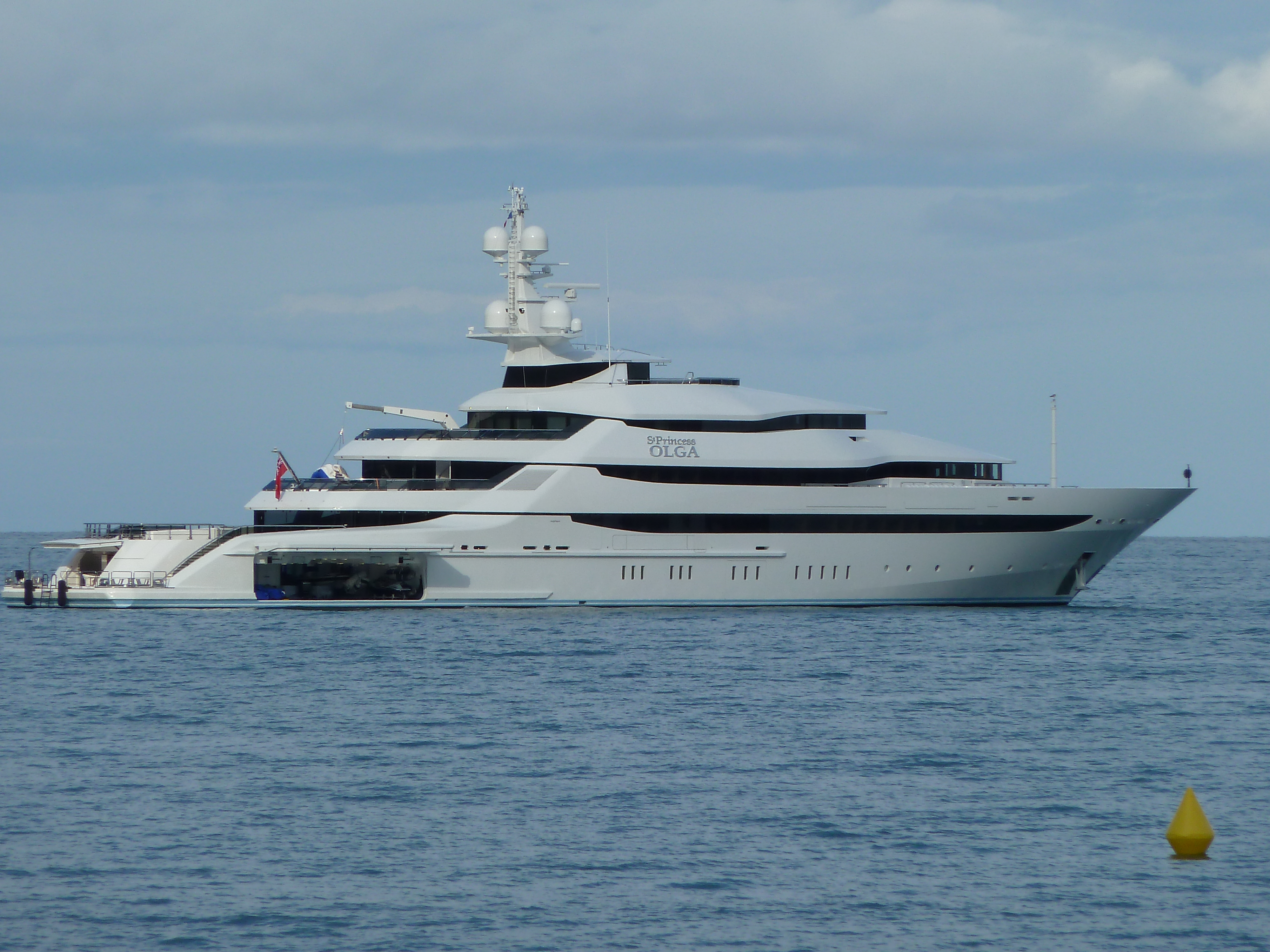
Яхта St. Princess Olga

По итогам 2015 года совокупный доход Сечина и других десяти членов правления «Роснефти» вырос на 1 млрд рублей (с 2,8 млрд рублей до 3,7 млрд).
По итогам 2016 года Сечин занял второе место в рейтинге Forbes среди самых дорогих руководителей российских компаний с доходом 13 млн долларов.
23 декабря 2016 года на большой ежегодной пресс-конференции Владимир Путин, комментируя публикации о богатствах Сечина, порекомендовал руководителям корпораций с государственным участием «быть поскромнее» с недвижимостью и премиями.

## Собственность
В июле 2016 года внимание многих СМИ привлекли сообщения, что Сечин с осени 2014 года строит новый дом на принадлежащем ему участке в 3 гектара в районе санатория «Барвиха» на Рублёвском шоссе. Рыночная стоимость участка оценена экспертами примерно в 60 млн долларов. По решению райсуда, подтверждённому Мосгорсудом, статья о доме «Сечин вьёт гнездо в Барвихе» в газете «Ведомости» должна быть удалена с сайта издания, а оставшийся в распоряжении редакции тираж газеты со статьёй — уничтожен; у подписчиков, читателей и библиотек газета изыматься не будет.
В июле 2018 издание Baza опубликовало расследование о строительстве Сечиным нового особняка на своём участке в Барвихе. С 2016 года его земельный участок разросся с 3 га до 7,8 га; старый дом, из-за которого он судился с «Ведомостями», был им снесён в 2018, вслед за разводом со второй супругой Ольгой в 2017 году. После Сечин инициировал строительство огромного комплекса из двух жилых зданий — хозяйского и гостевого домов — и дома для охраны. Их общая площадь составит до 25 тысяч кв. метров, а стоимость с отделкой может достигать 18 миллиардов рублей.
В августе 2016 года резонанс вызвало расследование «Новой газеты» о неоднократном пользовании семьёй Сечина яхтой St. Princess Olga стоимостью не менее 100 млн долларов. 10 октября 2016 года Басманный суд по иску Сечина признал не соответствующими действительности и обязал «Новую газету» опровергнуть сведения в статье про яхту St. Princess Olga. Продолжилось рассмотрение иска Роснефти к холдингу Росбизнесконсалтинг на 3 млрд рублей по поводу публикации статьи «Сечин попросил правительство защитить „Роснефть“ от BP». В результате суд уменьшил сумму в 8 тыс. раз и постановил взыскать с РБК 390 тыс. руб. за распространение недостоверных сведений и удалить статью с сайта. 1 марта 2017 года Девятый арбитражный апелляционный суд отменил решение о взыскании денежной компенсации с РБК. После разрыва с Ольгой Рожковой Сечин переименовал яхту из «Святой принцессы Ольги» в «Настоящую любовь».
В июле 2018 года приобрел в Москве 5-этажную квартиру площадью 1229 кв. метров, кадастровая стоимость которой оценена в 831 млн рублей.
В налоговом реестре имеет псевдоним — Сергей Андреевич Терентьев.

## Другие проекты
В июле 2014 года вошёл в совет директоров компании Pirelli.
По данным The Business Insider, опубликованным в мае 2015 года, Сечин организовал сделку, в результате которой 48 % акций «ВКонтакте» в конце 2013 года приобрела инвестиционная компания, связанная с Кремлём, что привело к вытеснению Павла Дурова из созданного им бизнеса и переходу социальной сети под контроль государства.

## Причастность к корпоративным спорам и конфликтам
В мае 2008 года в интервью британской газете «The Sunday Times» Михаил Ходорковский обвинил «бывшего офицера КГБ» Игоря Сечина в организации как первого, так и второго уголовного дела против себя: первого «из жадности», второго «из трусости». Бывшие руководители ЮКОСа уверены, что именно под началом Сечина в июне 2003 года было подготовлено идеологическое обоснование дела ЮКОСа — в парадигме предполагаемого захвата государственной власти группой Ходорковского. Комментируя решение Международного арбитражного суда в Гааге, в июле 2014 года обязавшего Россию выплатить бывшим акционерам ЮКОСа 50 млрд долларов, Ходорковский назвал «Роснефть» одним из двух (наряду с Газпромом) «бенефициаров разграбления ЮКОСа» и предсказал Сечину «больше проблем, чем он ожидал».
В июле 2008 года Виктор Геращенко также назвал Сечина ответственным за развал ЮКОСа.
24 марта 2009 года «Ведомости» писали, что Сечина интересует финансовое положение компании «Норильский никель», её сделки с акционерами, принёсшие выгоду в основном последним; те же вопросы разом возникли у Счётной палаты, Внешэкономбанка и ВТБ.
В марте 2013 года обеспечил государству формальный контроль над ОАО «Газпром» посредством выкупа госкомпанией «Роснефтегаз» 0,23 % акций газового монополиста за 7 млрд рублей. Это обеспечило государству прямое владение контрольным пакетом 50 % плюс одна акция ОАО «Газпром».
В ноябре 2016 года внимание СМИ и общественности привлекло задержание в офисе «Роснефти» министра экономического развития России Алексея Улюкаева, которому было предъявлено обвинение в вымогательстве у представителя нефтяной компании взятки размером в 2 млн долларов. Обстоятельства этой истории были неоднозначно восприняты как в обществе, так и в политической элите. Распространённое скептическое отношение и недоверие к официальной версии событий отразил, в частности, в выступлении на телеканале Россия-1 Алексей Кудрин, который усомнился в том, что министр Улюкаев мог вести себя подобным образом с таким «весомым авторитетом», как Сечин. Неверие в официальную версию происшедшего в «Роснефти» выразил также председатель Совета по правам человека при президенте РФ Михаил Федотов. После оглашения прокурором в Замоскворецком районном суде расшифровок, повествующих о том, каким образом Сечин дал взятку Улюкаеву в корзинке, глава «Роснефти» заявил, что «это профессиональный кретинизм», а в расшифровках есть «сведения, содержащие гостайну», которые нельзя обнародовать. Впоследствии Улюкаев был осуждён.

## Международные санкции
28 апреля 2014 года в отношении Сечина правительством США введены блокирующие санкции. Согласно разъяснению Министерства финансов США, санкции не касаются компании «Роснефть»; но прямые деловые контакты с Сечиным как частным лицом отныне для граждан США запрещены.
15 марта 2019 года Канада ввела санкции против Игоря Сечина из-за «агрессивных действий» России в Чёрном море и Керченском проливе, а также из-за аннексии Крыма.
В феврале 2022 года США и Европейский союз ввели новые санкции против Сечина, в связи со вторжением России на Украину, так как Сечин «относится к числу тех людей из окружения Путина, которые получают финансовые выгоды и важные поручения в обмен на подчинение и лояльность», также Евросоюза отмечает что «Роснефть» Игоря Сечина участвовала в финансировании виноградников дворцового комплекса под Геленджиком, который, как считается, находится в личном пользовании президента Путина, а дочерняя компания «Роснефти», «поставляет авиационное топливо в аэропорт Симферополя, который обеспечивает воздушное сообщение между территорией незаконно аннексированного Крыма и Севастополя с Россией. Таким образом, он поддерживает присоединение незаконно аннексированного Крымского полуострова к Российской Федерации, что, в свою очередь, ещё больше подрывает территориальную целостность, суверенитет и независимость Украины».
- С 10 марта 2022 года находится под санкциями Великобритании как глава российской государственной нефтяной компании и «особенно близкий и влиятельный союзник Путина»[109][110].
- С 26 апреля 2022 года находится в санкционном списке Польши[111][112]
- С 28 апреля 2014 года находится под санкциями Соединённых Штатов Америки[113].
- С 4 марта 2022 года находится под санкциями Швейцарии так как он «материально и финансово поддерживал и получал выгоду от тех, кто несет ответственность за аннексию Крыма и дестабилизацию на Украине»[114]
- С 26 февраля 2022 года находится под санкциями Австралии[115].
- С 3 марта 2022 года находится под санкциями Японии[116].
- Указом президента Украины Владимира Зеленского от 19 октября 2022 находится под санкциями Украины[115].
- С 5 апреля 2022 года находится под санкциями Новой Зеландии[115].

### Аресты имущества
3 марта 2022 года французские власти конфисковали принадлежащую Сечину яхту «Amore Vero» в порту Ла-Сьота на Лазурном берегу, яхта была конфискована из-за санкций, введенных против российских чиновников впоследствии вторжения на Украину.
16 марта 2022 года власти Испании задержали яхту «Crescent», которая предположительно принадлежит Игорю Сечину

## Оценки
- Сечин редко общается с журналистами, поэтому во многих СМИ его называют закрытым политиком и даже серым кардиналом[3]. Тем не менее, в феврале 2011 Сечин дал большое эксклюзивное интервью американскому журналу Wall Street Journal, в котором рассуждал о высоком уровне политической стабильности в России и благоприятном инвестиционном климате[19].
- В российской и западной прессе нередко звучали оценки Сечина как бывшего сотрудника военной разведки[46], представителя «команды силовиков» и даже как второго человека по влиятельности в России после Путина[9], а в рейтинге самых влиятельных людей мира по версии журнала Форбс в 2009 году он опередил Медведева[8].
- Газета «Ведомости» в наиболее подробной из опубликованных биографий «Сечин, первый возле Путина» (2012) особо выделяет его безоговорочную преданность Путину; на разных этапах карьеры характеризует Сечина как «Канцлер», «Диктатор», «Идеолог»[7].
- Сечин является одним из ближайших доверенных лиц Путина, отмечает немецкое деловое издание Financial Times Deutschland[46].
- 9 сентября 2012 года на итоговой пресс-конференции во Владивостоке после саммита Азиатско-Тихоокеанского форума экономического сотрудничества (АТЭС) Путин назвал Сечина «очень эффективным работником»[121].
- В октябре 2015 года Сечин выбыл из списка 50 самых влиятельных людей мира, составляемого агентством Bloomberg[122].

## Семья
- Сестра — Ирина Ивановна Штукина (род. 1960) — замужем за Александром Штукиным, начальником отдела таможенного досмотра Пулковского таможенного терминала[123].

### Первый брак
- Первая жена — Марина Владимировна Сечина. В 1990-е годы активно занималась бизнесом, в частности торговала недвижимостью[7]. После развода около 2011 года в результате раздела имущества получила в собственность особняк бывших супругов в Серебряном Бору[69]. М. В. Сечина возглавляет энергетический холдинг «Устойчивое развитие», в 2013 году стала совладелицей 16,25 % компании «РК-Телеком», системного интегратора, занимающегося обслуживанием силовых ведомств и строительством сетей для мобильных операторов. После развода, по информации газеты «Коммерсантъ», сохраняет с Сечиным хорошие деловые отношения[124][125]. В декабре 2013 года стала владельцем 51 % «Экзект партнерс групп» и 49 % «О-эйч-эль рус прайвит лимитед». Первая организация занимается кадровым консалтингом, оценкой, обучением и развитием персонала, участвовала в подготовке Зимних Олимпийских игр в Сочи в 2014 году, среди клиентов организации оказалась и компания Роснефть[126]. Дети Сечина от первого брака:
  - Дочь — Инга, р. 1982, окончила Санкт-Петербургский государственный горный институт, работала в «Сургутнефтегазбанке». Была замужем за Дмитрием Устиновым (р. 1979), выпускником Академии ФСБ, сыном бывшего министра юстиции и бывшего Генерального прокурора Владимира Устинова[127]. По данным на 2017 год, Инга замужем за Тимербулатом Каримовым (р. 1974) — бывшим старшим вице-президентом ВТБ, внуком башкирского поэта Мустая Карима[128][129][130][131].
  - Сын — Иван (3 января 1989 — 5 февраля 2024[132]), окончил Московскую школу экономики (факультет) МГУ им. Ломоносова. Работал в качестве аналитика в Газпромбанке. В марте 2014 года получил должность заместителя начальника одного из управлений департамента шельфовых проектов Роснефти, затем первый заместитель директора департамента совместных проектов на шельфе[133]. 20 января 2015 года, в возрасте 25 лет, был награждён медалью ордена «За заслуги перед Отечеством» II степени «за большой вклад в развитие топливно-энергетического комплекса и многолетний добросовестный труд». На запрос депутата Госдумы Валерия Рашкина о причинах награждения в управлении президента ответили, что ходатайствовал о награде министр энергетики Александр Новак[131][134]. Скончался 5 февраля 2024 года[135].

### Второй брак
- В 2011 году Сечин женился вторым браком на сотруднице аппарата Правительства РФ[136]. Его вторую жену зовут Ольга (в девичестве — Рожкова); по состоянию на 2016 год Ольга Сечина — сотрудница Газпромбанка[75]. В 2017 году, после скандала с яхтой St. Princess Olga, Сечин развёлся и со второй женой, которая ушла от него к итальянскому автогонщику Франческо Провенцано[137][138].
  - Дочь Сечина от второго брака — Варвара, живёт вместе с матерью[137][138].

## Награды
- Орден Дружбы (2011)[139].
- Орден «За заслуги перед Республикой Дагестан» (5 мая 2015) — за большой вклад социально-экономическое развитие Республики Дагестан[140].
- Командор ордена «За заслуги перед Итальянской Республикой» (29 сентября 2017)[141].
- Орден «Дружба» (5 сентября 2020, Азербайджан) — за заслуги в развитии экономических связей между Азербайджанской Республикой и Российской Федерацией[142][143].
- Благодарность Президента Российской Федерации (7 сентября 2009) — за многолетнюю плодотворную государственную деятельность[144].
- Почётная грамота Правительства Российской Федерации (7 сентября 2010) — за активное участие в реализации государственной политики в области развития промышленности[145].
- Знак отличия «За заслуги перед Москвой» (6 сентября 2010) — за большой вклад в социально-экономическое развитие города Москвы[146].
- Нагрудный знак «Воину-интернационалисту»[источник не указан 400 дней].
- Значок «Заслуженный нефтяник Азербайджана» (2020)[147].